# Karangana
Karangana est une localité et une commune rurale du Mali de l'arrondissement central de Yorosso, dans le cercle de Yorosso et la région de Koutiala. Elle s’étend sur environ 216 km2 et compte quelque 15 000 habitants.

## Histoire
Comme toutes les communes rurales du Mali, la commune de Karangana a été créée en 1997 lors de la mise en œuvre du processus de décentralisation adopté par les autorités de la troisième république du Mali. Située dans la région de Sikasso (région sud du Mali), à l’ouest du cercle de Yorosso, la commune de Karangana recouvre le territoire de l’ancien canton de Karangana comprenant à l’époque sept villages, plus, actuellement les villages de Torosso et de Omasso.

## Population et langues
La population est essentiellement composée de Miankas. Cependant, on y rencontre quelques peulhs et bobos. La langue locale est le Mamaara (à ne pas confondre avec le bambara ou bamanan). Le Mamaara est la langue des Miankas, il est également parlé dans une grande partie de la région (notamment à Koutiala, Bla, Yorosso, Zébala, etc.), avec évidemment des nuances liées à l’accent local. La ville de Koutiala est bien connue comme étant la capitale des Miankas (miankala kapitali). Le Mamaara est cousin du sénoufo, langue parlée dans certaines localités de la région de Sikasso. Cependant, il est difficile d'affirmer l'antériorité de l'une des langues par rapport à l'autre.

## Villages
La commune s'étend sur 9 localités relevées lors du recensement général de 2009. 
Les villages les plus peuplés sont :
- Karangana (4 031 habitants)
- Torosso (3 044 habitants)
- Kaffona (2 907 habitants)

En 2023, la loi 2023-007 attribue à la commune 9 villages, fractions ou quartiers  :
- Karangana
- Sinkolo
- Beresso
- Noumpinesso
- Kaffona
- Omasso
- Torosso
- Kignan
- Benigorola

## Économie
La commune de Karangana est située en zone soudanienne, ce qui lui confère un climat tropical humide, favorable à l’agriculture céréalière et cotonnière. On y cultive essentiellement du mil (petit et gros mil (sorgho)), du maïs et un peu de riz. L’élevage est quasi sédentaire et ses produits servent essentiellement à un usage familial (bovins de traite pour les travaux champêtres, ovins et volaille pour la consommation).
La commune est accessible à partir des villes comme Koutiala (à 80 km) et Koury (à 30 km) via la route nationale 7 (RN7).